# Rediu (Ruginoasa), Iași
Rediu este un sat în comuna Ruginoasa din județul Iași, Moldova, România. Satul este situat între orașele Pașcani și Târgu Frumos.